# Tertulia de Nava
La tertulia de Nava fue el círculo de intelectuales ilustrados más importante de San Cristóbal de la Laguna, aconteciendo regularmente en el Palacio de Nava, ubicado junto a la plaza del Adelantado. Desde su creación por Tomás de Nava-Grimón y Porlier hasta su apogeo vivido gracias a su hijo Alonso de Nava y Grimón, la reunión aglutinó a grandes personalidades de la isla de Tenerife y de toda Canarias, entre ellas Fernando de la Guerra y del Hoyo-Solórzano, Fernando de Molina y Quesada, Lope Antonio de la Guerra y Peña, Juan Antonio de Urtusáustegui, José de Llarena y Mesa o Agustín de Betancourt, entre otros. No obstante, fue José de Viera y Clavijo el mayor promotor y artífice de la tertulia de Nava como uno de los centros neurálgicos de la cultura en Canarias durante el siglo XVIII.